# Белебеївський район
Белебе́ївський район (рос. Белебеевский район, башк. Бәләбәй районы) — адміністративна одиниця Республіки Башкортостан Російської Федерації.
Адміністративний центр — місто Белебей.

## Населення
Населення району становить 96057 осіб (2019, 101896 у 2010, 102268 у 2002).

## Адміністративно-територіальний поділ
На території району 2 міських поселення та 15 сільських поселень, які називаються сільськими радами:
| Поселення                        | Площа, км² | Населення, осіб (2002) | Населення, осіб (2010) | Населення, осіб (2019) | Центр                    | Населені пункти |
| -------------------------------- | ---------- | ---------------------- | ---------------------- | ---------------------- | ------------------------ | --------------- |
| Белебеївське міське поселення    | 44,03      | 60928                  | 60188                  | 59137                  | Белебей                  | 1               |
| Приютовська селищна рада         | 11,57      | 21150                  | 20891                  | 19132                  | Приютово                 | 1               |
| Аксаковська сільська рада        | 7,52       | 3671                   | 3832                   | 3762                   | Аксаково                 | 2               |
| Анновська сільська рада          | 145,06     | 821                    | 899                    | 782                    | Анновка                  | 5               |
| Баженовська сільська рада        | 81,46      | 1375                   | 1317                   | 1076                   | Баженово                 | 4               |
| Донська сільська рада            | 111,58     | 721                    | 869                    | 686                    | Пахар                    | 8               |
| Єрмолкинська сільська рада       | 213,94     | 1708                   | 1695                   | 1250                   | Єрмолкино                | 9               |
| Знаменська сільська рада         | 147,57     | 2541                   | 2285                   | 2004                   | Знаменка                 | 5               |
| Максим-Горьківська сільська рада | 92,09      | 1908                   | 1961                   | 1697                   | Ц. у. п. ім. М. Горького | 5               |
| Малиновська сільська рада        | 159,37     | 1166                   | 1160                   | 940                    | Малиновка                | 14              |
| Метевбашівська сільська рада     | 128,60     | 954                    | 1087                   | 870                    | Метевбаш                 | 3               |
| Розсвітівська сільська рада      | 129,36     | 1116                   | 1106                   | 981                    | Алексієвка               | 6               |
| Семенкинська сільська рада       | 58,11      | 780                    | 797                    | 623                    | Старосеменкино           | 4               |
| Слакбашівська сільська рада      | 56,84      | 711                    | 714                    | 600                    | Слакбаш                  | 4               |
| Тузлукушівська сільська рада     | 77,61      | 681                    | 730                    | 577                    | Тузлукуш                 | 8               |
| Усень-Івановська сільська рада   | 351,51     | 1479                   | 1394                   | 1115                   | Усень-Івановське         | 7               |
| Шаровська сільська рада          | 96,10      | 901                    | 971                    | 825                    | Шаровка                  | 4               |

## Найбільші населені пункти
| №  | Населений пункт          | Населення, осіб (2002) | Населення, осіб (2010) |
| -- | ------------------------ | ---------------------- | ---------------------- |
| 1  | Белебей                  | 60 928                 | 60 188                 |
| 2  | Приютово                 | 21 150                 | 20 891                 |
| 3  | Аксаково                 | 3 173                  | 3 131                  |
| 4  | Знаменка                 | 2 043                  | 1 879                  |
| 5  | Баженово                 | 1 191                  | 1 120                  |
| 6  | Ц. у. п. ім. М. Горького | 934                    | 993                    |
| 7  | Усень-Івановське         | 926                    | 882                    |
| 8  | Метевбаш                 | 687                    | 789                    |
| 9  | Надеждино                | 498                    | 701                    |
| 10 | Санаторія Глуховського   | 634                    | 657                    |